# You and I Both
"You and I Both" là ca khúc của ca sĩ/nhạc sĩ người Mỹ Jason Mraz, phát hành như đĩa đơn thứ ba và cuối cùng từ album đầu tay Waiting for My Rocket to Come.

## Danh sách track
1. "You and I Both" (Album version)
2. "Common Pleasure" (Live)
3. "You and I Both" (Live)
4. "Rainbow Connection" (Live)

## Video âm nhạc
Mraz vào ngân hàng và gặp một cô gái đang làm việc ở đây. Anh ta ghi dòng chữ "Give me what I want." (Trao cho tôi những gì tôi muốn) và đưa cho cô. Ngay lập tức, ông chủ của cô đến đọc dòng chữ và gọi cảnh sát. Những viên cảnh sát đến và bắt đầu nhảy, cô gái chạy ra ngoài ngân hàng và cầm theo con lợn đất của anh ta. Sau đó, Mraz bị nhốt trong tù. Đến cuối video, anh ta trở lại ngân hàng và nhìn vào cửa sổ để xem cô gái anh ta thích còn làm việc hay không. Mraz nhìn thấy cô ấy trong xe hơi và họ đi cùng nhau. Đoạn video kết thúc với chiếc khung hình trái tim quanh chiếc xe hơi trong khi nó đang chạy xa dần với dòng chữ "The End" giữa màn hình.

## Bảng xếp hạng
| Bảng xếp hạng                                 | Vị trí cao nhất |
| --------------------------------------------- | --------------- |
| U.S. Billboard Bubbling Under Hot 100 Singles | 10              |
| U.S. Billboard Adult Top 40                   | 15              |
| U.S. Billboard Top 40 Mainstream              | 37              |